# Liste d'enseignes de la grande distribution en Belgique
 (juin 2025).
Pour un article plus général, voir Liste d'enseignes de la grande distribution en Europe.

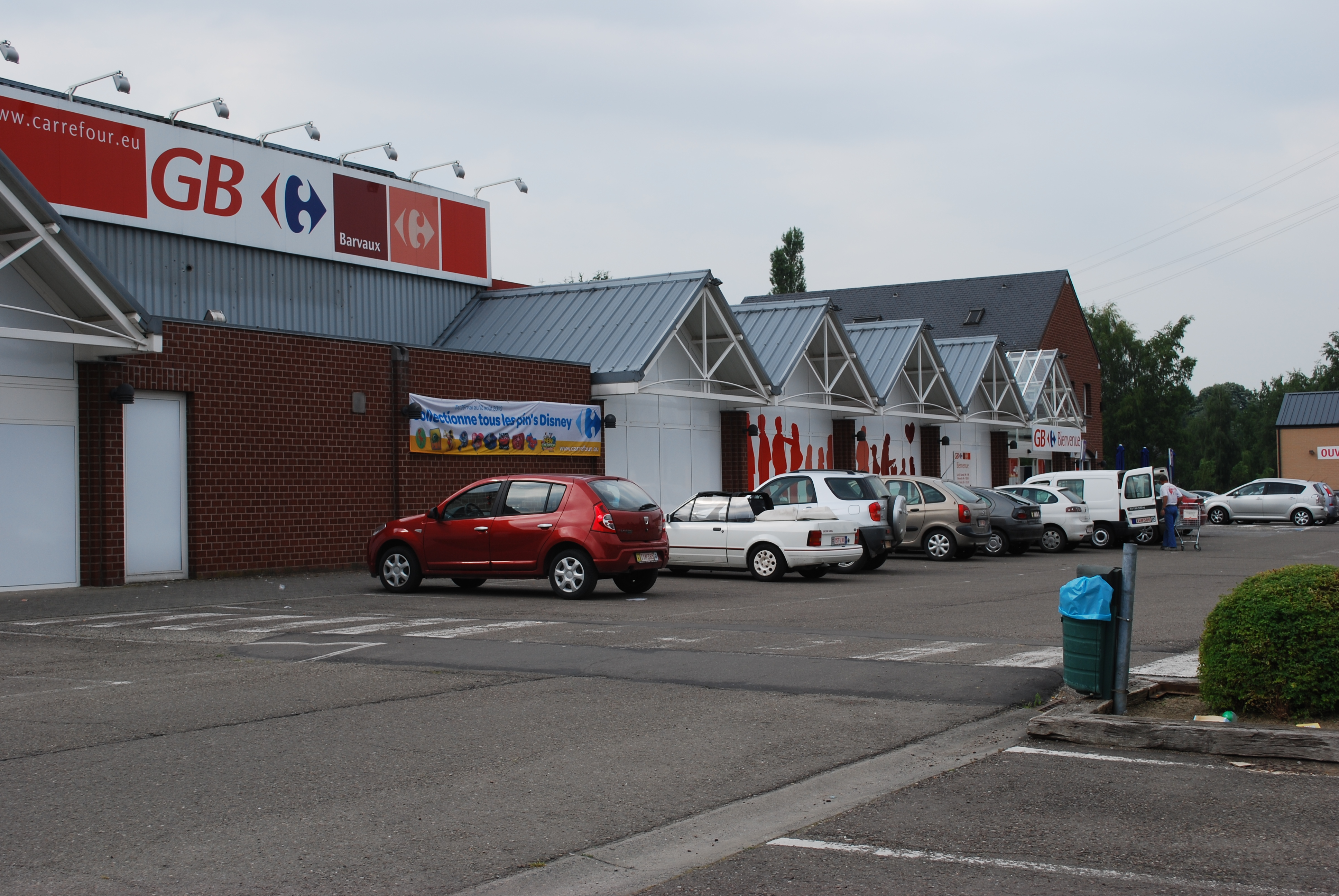
En 2010, un magasin Carrefour GB, devenu Carrefour Market à Barvaux-sur-Ourthe, Wallonie.

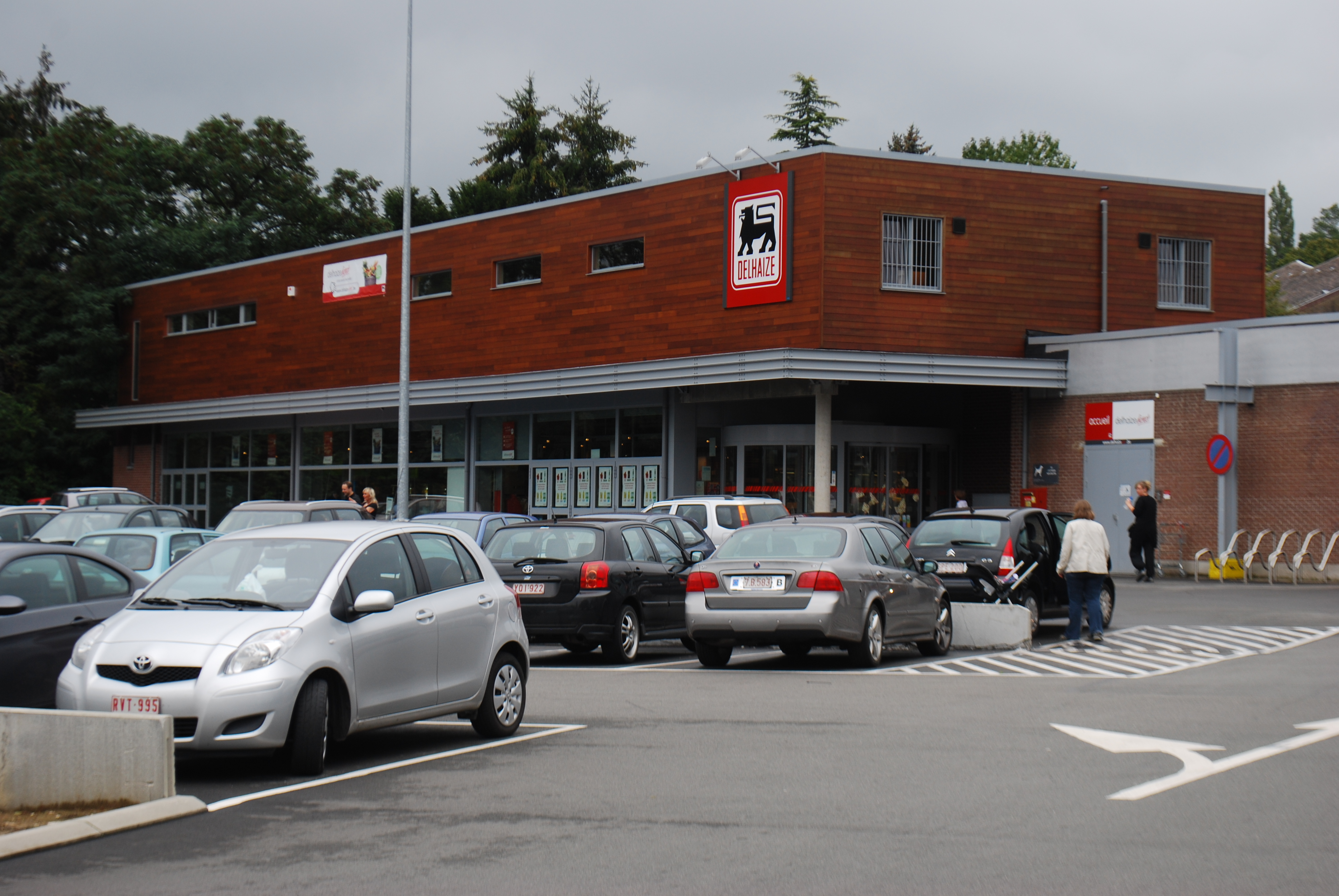
Delhaize à Embourg, Chaudfontaine, Wallonie

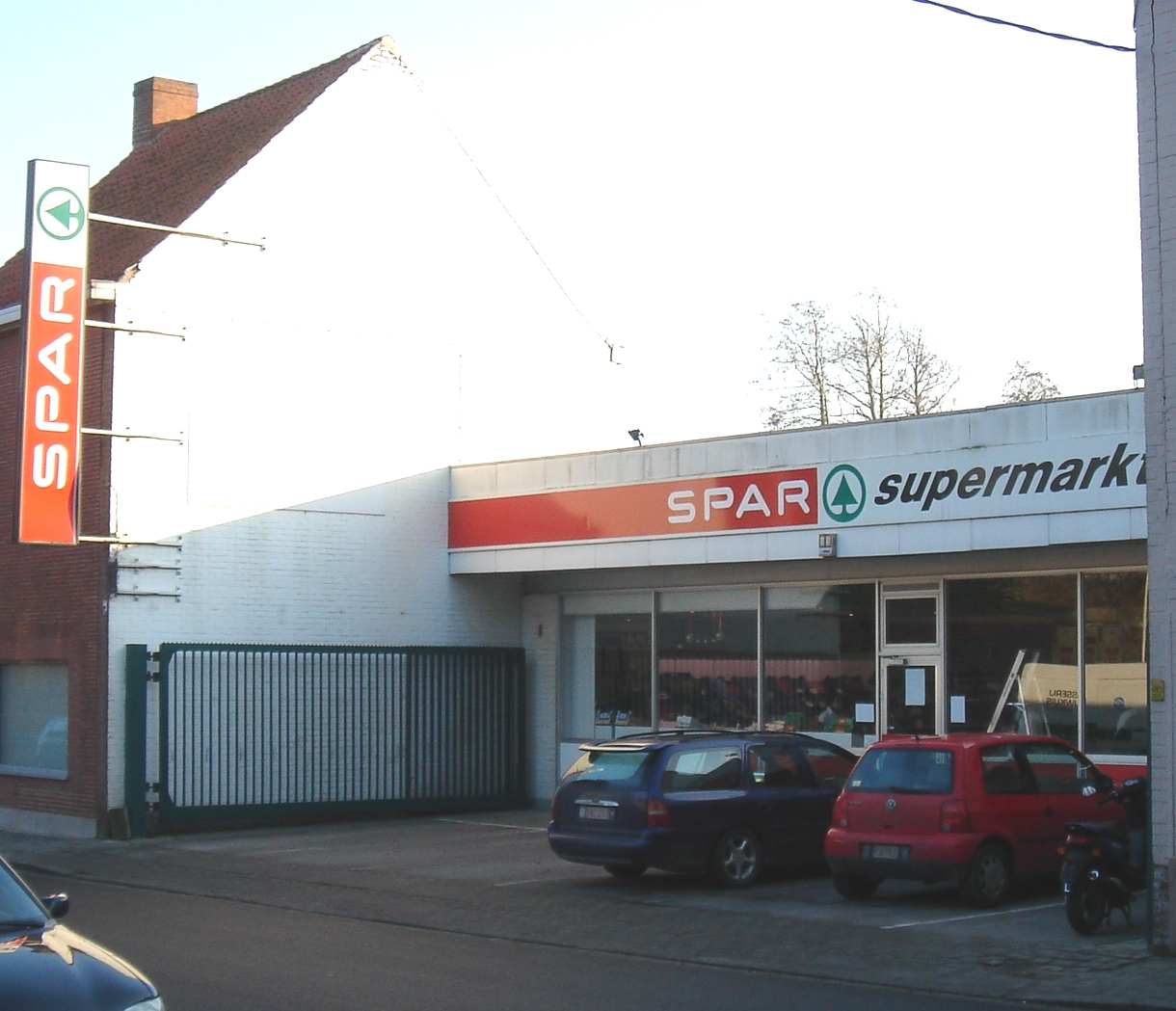
Un supermarché SPAR à Lendelede.

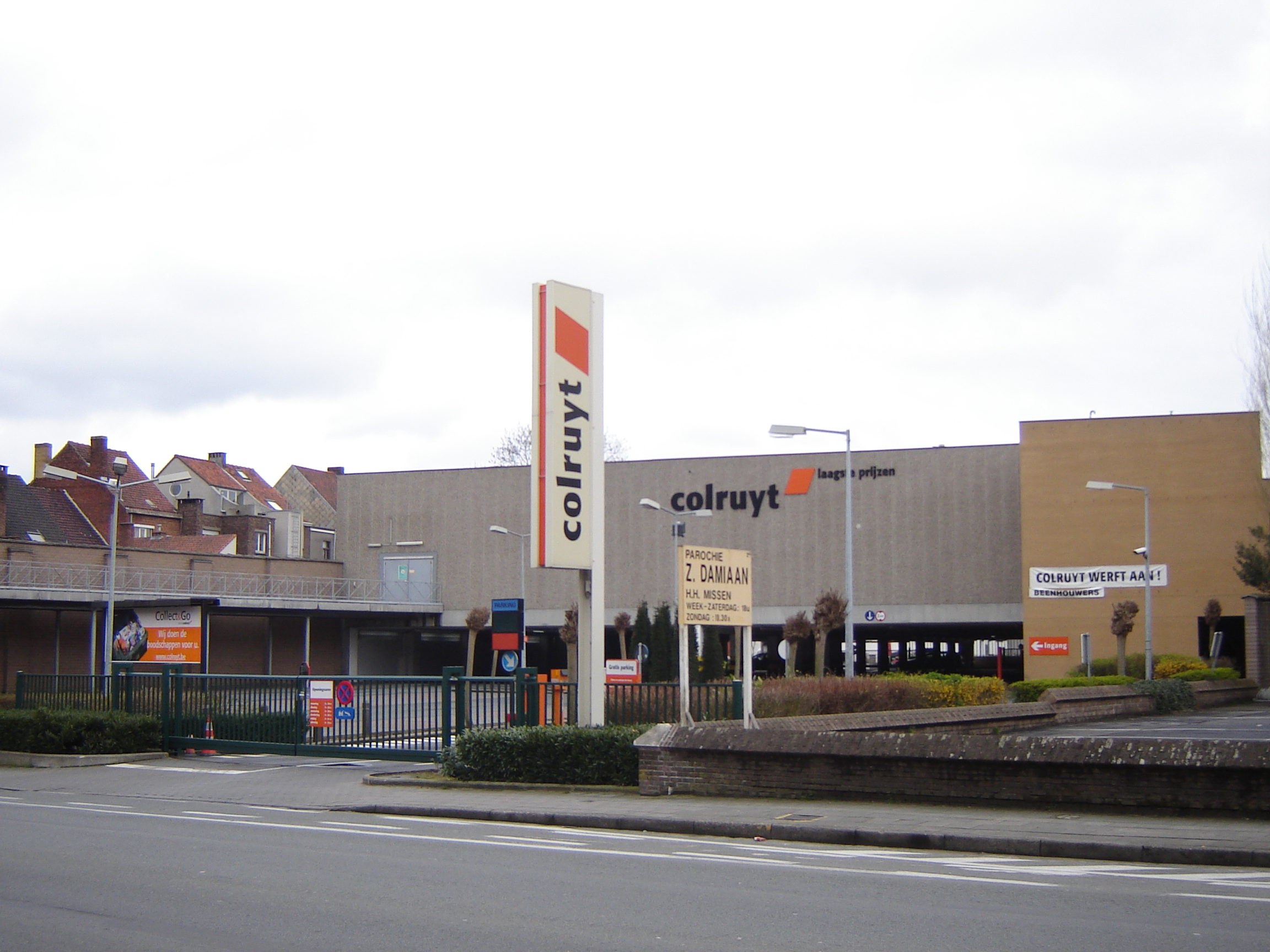
Un Colruyt à Courtrai.

Cet article présente la liste d'enseignes de la grande distribution en Belgique.

## Liste d'enseignes alimentaires

### Hypermarché
- Carrefour Hyper (Groupe Carrefour) : ~56 hypermarchés {2016}
- Cora (Groupe Louis Delhaize) - 7 hypermarchés (en Régions wallonne et bruxelloise uniquement)

### Supermarché
- Albert Heijn (en Région flamande uniquement)
- Carrefour Market
- Colruyt
- Delhaize
- Intermarché (groupe Mestdagh)
- Intermarché Super
- Jumbo (en Région flamande uniquement)
- Aldi
- Lidl

### Moyenne surface
- Carrefour Express
- AD Delhaize
- Intermarché Contact
- Alvo (en Régions flamande, bruxelloise et en wallonie (1 magasin à Liège)
- OKay
- Spar

### Magasin de proximité
- Carrefour City
- Carrefour Contact
- Proxy Delhaize
- Delhaize Shop & Go
- Delitraiteur
- Louis Delhaize
- Night & Day
- Spar Express

### Surgelé
- Picard Surgelés (en Régions wallonne et bruxelloise uniquement)

### Magasin biologique
- Bio-Planet
- Bi'OK (en Région wallonne uniquement)
- Sequoia
- Farm

## Liste d'enseignes non-alimentaires

### Hard discount (non alimentaire)
- Action
- Kruidvat
- Trafic
- Extra

### Magasin de bricolage
- Brico
- BricoPlanit
- BricoCity
- Mr Bricolage (en Région wallonne uniquement)
- Gamma
- Hubo
- Dema (en Wallonie)
- Handy Home

### Magasin d'électroménagers
- Eldi

- Fnac
- Krëfel
- Media Markt
- Vanden Borre (entreprise)
- Coolblue
- Électro Dépôt

### Magasin de jouets
- DreamLand
- Jouets Broze (en Régions wallonne et bruxelloise uniquement)
- Fox & Cie
- King Jouet

## Liste d'enseignes par groupe

### Groupe Carrefour
- Carrefour : 40 hypermarchés en 2023
- Carrefour Market : ~350 supermarchés en 2023
- Carrefour Express : quelque 300 magasins de proximité en 2023

### Colruyt Group
- Colruyt - supermarchés
- Spar : supermarchés de proximité ; 291 magasins (Uniquement les magasins belges)
- Bio-Planet - supermarchés bio
- OKay
- DreamLand
- DreamBaby

### Ahold Delhaize
- Delhaize : supermarchés
- AD Delhaize - supermarchés
- Proxy Delhaize : magasins de proximité
- Shop&Go : supérettes
- Albert Heijn : supermarchés ; 33 magasins en octobre 2015

### Les Mousquetaires
- Intermarché Contact - magasin de proximité
- Intermarché Super - supermarchés
- intermarché Super by mestdagh - supermarchés

### Groupe Louis Delhaize
- Cora - 7 hypermarchés (en Belgique)
- Match - 150 supermarchés
- Smatch - 61 supermarchés
- Prima
- Louis Delhaize

### Autres enseignes
- Action
- Aldi : magasins hard-discount
- Alvo : chaîne de supermarchés
- AS aventure : sports, randonnée
- Auto5 : équipement de voitures, garage.  Filiale du groupe français Norauto
- AVA : papeterie et décoration
- Babykid: articles pour bébés
- Bel et bon : vêtements
- Boum : magasin mode & maison
- C&A : vêtements
- Cash & Fresh (nl) : chaîne de supermarchés ; devient Delhaize
- Club : librairie et papeterie
- Decathlon : articles de sport
- Gamma : magasins de bricolage
- H&M : vêtements
- Heytens : décoration d'intérieur
- JBC : vêtements
- Jysk : ameublement, décoration
- Kruidvat (A.S. Watson Group) : drogueries
- La Foir'Fouille
- Leader Price : hard-discount
- Lidl : hard-discount
- Magda
- Maisons du monde : ameublement et décoration
- Night & Day : supérette, librairie
- Peeters Govers : supermarchés
- Picard Surgelés : magasins de produits surgelés
- Poils et plumes : articles pour animaux
- Spegelaere : supermarchés
- Tanger Markt : chaîne de supermarchés multiculturels ; 1 magasin à Anvers
- Tom and co : articles pour animaux
- Trafic : Supermarchés hard-discount textile et articles ménagers ; 78 magasins en 2014
- Zeeman : magasin de vêtements

## Liste d'anciennes enseignes

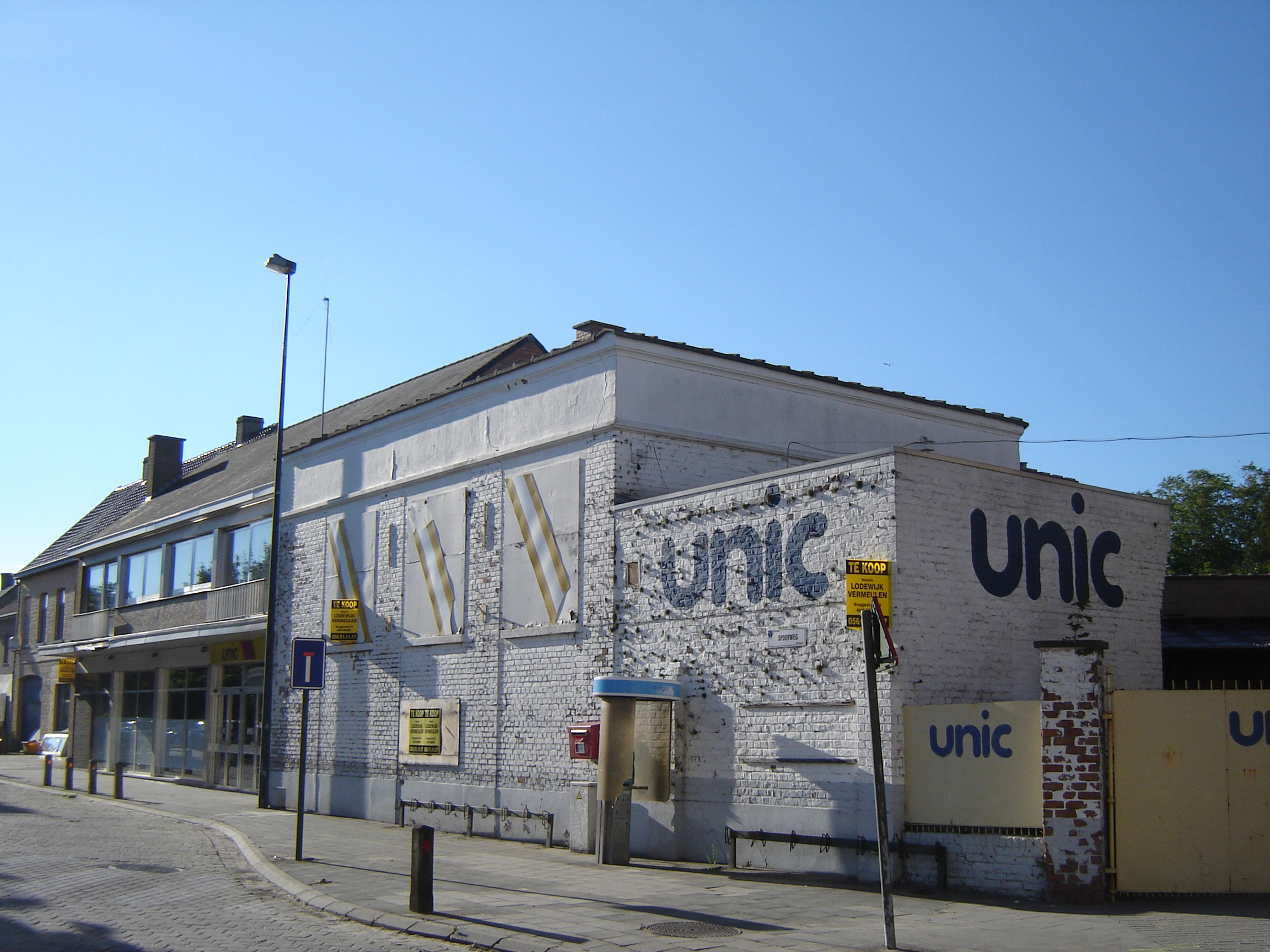
Magasin Unic fermé à Eernegem en Flandre

- Écomarché (Les Mousquetaires, rebaptisé Intermarché Contact ou Intermarché Super
- GB supermarchés, rachetée par Carrefour. Avant cela, ce groupe appartenait au groupe GIB :
  - Maxi GB (aujourd'hui : Carrefour)
  - Super GB (devenu : Carrefour Market ou Carrefour GB)
  - GB Express (devenu Carrefour Express)
  - Bigg's Continent (devenu Carrefour hypermarchés)
- Jawa (enseigne disparue en 1995 acheté par Delhaize integré a Match)
- Profi (Groupe Louis Delhaize, devenu Smatch)
- Unic (nl) (devenus Super GB et plus tard Carrefour GB.)
- O'Cool (faillite en 2013). Auparavant Gel 2000 puis Covee

- Sarma et Nopri (liquidation en 2001)
- Battard  (surtout en Hainaut et Brabant Wallon)et Central Cash (surtout en province de Liège)(Groupe Laurus, repris partiellement par Colruyt en 2003 après leur faillite)
- Champion devenu Carrefour Market-Groupe Mestdagh, avant ça " super M'.

- Dial
- Wibra : magasin de vêtements (Faillite en 2020)
- Blokker (Blokker Holding) : magasin d'articles ménagers  (Faillite en 2019, devenu "Mega World" pour une partie des magasins après un repreneur avant une faillite définitive en 2020)
- Makro (Metro AG) - cash et carry : fermeture définitive fin 2022
- Match (disparue en 2024)
- Red Market: hard discount du groupe Delhaize.
- Superconfex: vêtements (repris par C&A)
- Marca: vêtements (repris par C&A)
- Tonton tapis : décoration
- Carpet Land
- Garden GB : absorbé par Brico.
- Crusoé : meubles
- Euro center : électroménager
- Brantano: chaussures
- Primo: chaussures et articles de sport
- Mika mode et Mika shoe
- Superbois: bricolage
- Giraffe : objets divers